# ベルギーの都市の一覧
ベルギーの都市の一覧
ベルギーでは、基礎自治体の一部に勅令または法令によって都市の地位が与えられる。
| 都市                                                   | 州                       | 人口 （2017年1月1日） | 市制施行                      |
| ------------------------------------------------------ | ------------------------ | --------------------- | ----------------------------- |
| アールスト（アロスト）                                 | オースト＝フランデレン州 | 84,859                | 1825年                        |
| アールスホット（アールスコート）                       | フラームス＝ブラバント州 | 29,654                | 1825年                        |
| アンデンヌ                                             | ナミュール州             | 26,767                | 1825年                        |
| アントワン                                             | エノー州                 | 7,829                 | 1825年                        |
| アンス                                                 | リエージュ州             | 28,280                | 2021年                        |
| アントウェルペン（アントワープ）                       | アントウェルペン州       | 520,504               | 1825年                        |
| アルロン（アールレン）                                 | リュクサンブール州       | 29,585                | 1825年                        |
| アト（アート）                                         | エノー州                 | 29,074                | 1825年                        |
| オバンジュ                                             | リュクサンブール州       | 16,927                | 2018年                        |
| バストーニュ（バステナーケン）                         | リュクサンブール州       | 15,737                | 1825年                        |
| ボーモン                                               | エノー州                 | 7,095                 | 1825年                        |
| ボレン                                                 | ナミュール州             | 9,161                 | 1985年                        |
| ベーリンヘン                                           | リンブルフ州             | 45,704                | 1985年                        |
| ビルゼン                                               | リンブルフ州             | 32,151                | 1985年                        |
| バンシュ                                               | エノー州                 | 33,545                | 1825年                        |
| ブランケンベルヘ                                       | ウェスト＝フランデレン州 | 20,265                | 1985年                        |
| ボルフローン（ロー）                                   | リンブルフ州             | 10,668                | 1985年                        |
| ブイヨン                                               | リュクサンブール州       | 5,459                 | 1825年                        |
| ブレーヌ＝ル＝コント（ス＝フラーフェンブラーケル）     | エノー州                 | 21,532                | 1825年                        |
| ブレー                                                 | リンブルフ州             | 15,911                | 1985年                        |
| ブルッヘ（ブリュージュ）                               | ウェスト＝フランデレン州 | 118,187               | 1825年                        |
| ブリュッセル                                           | ブリュッセル首都圏地域   | 1,235,192             | 1825年                        |
| シャルルロワ                                           | エノー州                 | 201,256               | 1825年                        |
| シャトレ                                               | エノー州                 | 36,350                | 1825年                        |
| シエヴル                                               | エノー州                 | 6,913                 | 1825年                        |
| シメイ                                                 | エノー州                 | 9,879                 | 1825年                        |
| シニー                                                 | リュクサンブール州       | 5,179                 | 1825年                        |
| シネイ                                                 | ナミュール州             | 16,360                | 1985年                        |
| コミン＝ワルヌトン（コーメン＝ワーステン）             | エノー州                 | 18,102                | 1825年 （ワルヌトン市として） |
| クーヴァン                                             | ナミュール州             | 13,908                | 1985年                        |
| ダンメ                                                 | ウェスト＝フランデレン州 | 10,945                | 1985年                        |
| デインズ                                               | オースト＝フランデレン州 | 30,906                | 1825年                        |
| デンデルモンデ（テルモンド）                           | オースト＝フランデレン州 | 45,583                | 1825年                        |
| ディースト                                             | フラームス＝ブラバント州 | 23,612                | 1825年                        |
| ディクスムイデ（ディクスミュード）                     | ウェスト＝フランデレン州 | 16,719                | 1825年                        |
| ディルセン＝ストッケム                                 | リンブルフ州             | 20,310                | 1987年                        |
| ディナン                                               | ナミュール州             | 13,568                | 1825年                        |
| デュルビュイ                                           | リュクサンブール州       | 11,459                | 1825年                        |
| エークロー                                             | オースト＝フランデレン州 | 20,708                | 1825年                        |
| アンギエン（エディンヘン）                             | エノー州                 | 13,563                | 1825年                        |
| オイペン                                               | リエージュ州             | 19,461                | 1808年                        |
| フルーリュス                                           | エノー州                 | 22,624                | 1982年                        |
| フローランヴィル                                       | リュクサンブール州       | 5,628                 | 1997年                        |
| フォンテーヌ＝レヴェク                                 | エノー州                 | 17,673                | 1825年                        |
| フォス＝ラ＝ヴィル                                     | ナミュール州             | 10,436                | 1825年                        |
| ヘール                                                 | アントウェルペン州       | 39,560                | 1985年                        |
| ジャンブルー（ヘンブルールス）                         | ナミュール州             | 25,763                | 1985年                        |
| ジュナップ（ヘーネピエン）                             | ブラバン・ワロン州       | 15,334                | 1985年                        |
| ヘンク                                                 | リンブルフ州             | 65,986                | 1999年                        |
| ヘラールズベルヘン（グラモン）                         | オースト＝フランデレン州 | 33,204                | 1825年                        |
| ヘント（ガン）                                         | オースト＝フランデレン州 | 259,083               | 1825年                        |
| ヒステル                                               | ウェスト＝フランデレン州 | 12,021                | 1985年                        |
| ハーレン                                               | リンブルフ州             | 9,511                 | 1985年                        |
| ハレ（アル）                                           | フラームス＝ブラバント州 | 38,680                | 1825年                        |
| ハーモント＝アヘル                                     | リンブルフ州             | 14,427                | 1985年                        |
| アニュ（ハノイト）                                     | リエージュ州             | 16,254                | 1985年                        |
| ハーレルベーケ                                         | ウェスト＝フランデレン州 | 27,683                | 1985年                        |
| ハッセルト                                             | リンブルフ州             | 77,124                | 1825年                        |
| ヘルク＝デ＝スタット（エルク＝ラ＝ヴィル）             | リンブルフ州             | 12,694                | 1985年                        |
| ヘーレンタルス                                         | アントウェルペン州       | 27,800                | 1985年                        |
| エルスタル                                             | リエージュ州             | 39,939                | 2009年                        |
| エルヴ                                                 | リエージュ州             | 17,638                | 1825年                        |
| ホーフストラーテン                                     | アントウェルペン州       | 21,300                | 1985年                        |
| ウファリズ                                             | リュクサンブール州       | 5,232                 | 1825年                        |
| ユイ（フイ）                                           | リエージュ州             | 21,301                | 1825年                        |
| イゼヘム                                               | ウェスト＝フランデレン州 | 27,590                | 1825年                        |
| コルトレイク（クルトレ）                               | ウェスト＝フランデレン州 | 75,736                | 1825年                        |
| ジョドワーニュ（ヘルデナーケン）                       | ブラバン・ワロン州       | 14,005                | 1985年                        |
| ラ・ルヴィエール                                       | エノー州                 | 80,719                | 1985年                        |
| ラ・ロシュ＝アン＝アルデンヌ                           | リュクサンブール州       | 4,162                 | 1825年                        |
| ランデン                                               | フラームス・ブラバント州 | 15,919                | 1985年                        |
| ル・ルー                                               | エノー州                 | 8,552                 | 1825年                        |
| ルシーニュ（レッセン）                                 | エノー州                 | 18,580                | 1825年                        |
| ルーヴェン（ルーヴァン）                               | フラームス＝ブラバント州 | 100,291               | 1825年                        |
| ルーズ＝アン＝エノー                                   | エノー州                 | 13,814                | 1825年                        |
| リエージュ（ルイク）                                   | リエージュ州             | 197,885               | 1825年                        |
| リール（リエール）                                     | アントウェルペン州       | 35,244                | 1825年                        |
| ランブール（リンブルフ）                               | リエージュ州             | 5,990                 | 1825年                        |
| ローケレン                                             | オースト＝フランデレン州 | 41,057                | 1825年                        |
| ロンメル                                               | リンブルフ州             | 33,996                | 1990年                        |
| ロー＝レーニンヘ                                       | ウェスト＝フランデレン州 | 3,288                 | 1985年                        |
| マーサイク                                             | リンブルフ州             | 25,233                | 1825年                        |
| マルメディ（マルミュンデ）                             | リエージュ州             | 12,503                | 慣例上                        |
| マルシュ＝アン＝ファメンヌ                             | リュクサンブール州       | 17,401                | 1825年                        |
| メヘレン（マリーヌ/メシェルン）                        | アントウェルペン州       | 85,665                | 1825年                        |
| メーネン（メナン）                                     | ウェスト＝フランデレン州 | 33,112                | 1825年                        |
| メーセン（メッシーヌ）                                 | ウェスト＝フランデレン州 | 1,049                 | 1985年                        |
| モンス（ベルヘン）                                     | エノー州                 | 95,220                | 1825年                        |
| モルトセル                                             | アントウェルペン州       | 25,588                | 1999年                        |
| ムスクロン（ムスクルン）                               | エノー州                 | 57,773                | 1986年                        |
| ナミュール（ナーメン）                                 | ナミュール州             | 110,628               | 1825年                        |
| ヌシャトー                                             | リュクサンブール州       | 7,597                 | 1825年                        |
| ニーウポールト（ニューポール）                         | ウェスト＝フランデレン州 | 11,351                | 1825年                        |
| ニノーフェ                                             | オースト＝フランデレン州 | 38,446                | 1825年                        |
| ニヴェル（ネイフェル）                                 | ブラバン・ワロン州       | 28,368                | 1825年                        |
| オーステンデ（オスタンド）                             | ウェスト＝フランデレン州 | 70,994                | 1825年                        |
| オッティニー＝ルーヴァン＝ラ＝ヌーヴ                   | ブラバン・ワロン州       | 31,543                | 1982年                        |
| アウデナールデ（オードナルド）                         | オースト＝フランデレン州 | 30,972                | 1825年                        |
| アウデンブルフ                                         | ウェスト＝フランデレン州 | 9,325                 | 1985年                        |
| ペール                                                 | リンブルフ州             | 16,427                | 1985年                        |
| ペリュウェ                                             | エノー州                 | 17,152                | 1825年                        |
| フィリップヴィル                                       | ナミュール州             | 9,239                 | 1825年                        |
| ポーペリンヘ                                           | ウェスト＝フランデレン州 | 19,735                | 1825年                        |
| ロシュフォール                                         | ナミュール州             | 12,599                | 1985年                        |
| ルーセラーレ（ルーレル）                               | ウェスト＝フランデレン州 | 61,657                | 1825年                        |
| ロンセ（ルネ）                                         | オースト＝フランデレン州 | 26,092                | 1825年                        |
| サン＝ギスラン                                         | エノー州                 | 23,207                | 1825年                        |
| サン＝ユベール                                         | リュクサンブール州       | 5,588                 | 1825年                        |
| ザンクト＝フィート（サン・ヴィット）                   | リエージュ州             | 9,661                 | 慣例上                        |
| スヘルペンフーフェル＝ジヘム（モンテギュー＝ジシャン） | ブラバン・ワロン州       | 22,924                | 1985年                        |
| スラン                                                 | リエージュ州             | 64,157                | 1999年                        |
| シント＝ニクラース（サン＝ニコラ）                     | オースト＝フランデレン州 | 76,028                | 1825年                        |
| シント＝トロイデン（サン＝トロン）                     | リエージュ州             | 40,169                | 1825年                        |
| ソワニー（ジンニク）                                   | エノー州                 | 27,447                | 1825年                        |
| スパ                                                   | リエージュ州             | 10,345                | 2018年                        |
| スタヴロ                                               | リエージュ州             | 7,140                 | 1825年                        |
| テュアン                                               | エノー州                 | 14,600                | 1825年                        |
| ティルト                                               | ウェスト＝フランデレン州 | 20,301                | 1825年                        |
| ティーネン（ティルレモン）                             | フラームス＝ブラバント州 | 34,365                | 1825年                        |
| トンヘレン（トンレ）                                   | リンブルフ州             | 30,865                | 1825年                        |
| トルハウト                                             | ウェスト＝フランデレン州 | 20,503                | 1825年                        |
| トゥルネー（ドールニク）                               | エノー州                 | 69,493                | 1825年                        |
| テュビズ（トゥベケ）                                   | ブラバン・ワロン州       | 25,914                | 2017年                        |
| トゥルンハウト                                         | アントウェルペン州       | 43,467                | 1825年                        |
| ヴェルヴィエ                                           | リエージュ州             | 55,194                | 1825年                        |
| フールネ（フュルヌ）                                   | ウェスト＝フランデレン州 | 11,727                | 1825年                        |
| フィルフォールデ（ヴィルヴォルド）                     | フラームス＝ブラバント州 | 43,653                | 1985年                        |
| ヴィルトン                                             | リュクサンブール州       | 11,381                | 1825年                        |
| ヴィゼ（ウェゼト）                                     | リエージュ州             | 17,759                | 1825年                        |
| ワルクール                                             | ナミュール州             | 18,353                | 1985年                        |
| ワレヘム                                               | ウェスト＝フランデレン州 | 37,871                | 1999年                        |
| ワラン（ボルフウォルム）                               | リエージュ州             | 15,036                | 1985年                        |
| ワーヴル（ワーフェル）                                 | ブラバン・ワロン州       | 34,169                | 1825年                        |
| ウェルフィク（ウェルヴィク）                           | ウェスト＝フランデレン州 | 18,689                | 1825年                        |
| イープル（イーペル）                                   | ウェスト＝フランデレン州 | 35,014                | 1825年                        |
| ゾッテヘン（ソットジャン）                             | オースト＝フランデレン州 | 26,137                | 1985年                        |
| ザウトレーウ（レオー）                                 | フラームス＝ブラバント州 | 8,446                 | 1985年                        |